# The Most Beautiful Goodbye
The Most Beautiful Goodbye (hangul: 세상에서 가장 아름다운 이별; rr: Sesangeseo Gajang Areumdawoon Yibyeol) é uma série de televisão sul-coreana exibida pela emissora tvN entre 9 a 17 de dezembro de 2017, com um total de quatro episódios. É um remake do drama de mesmo nome de Noh Hee-kyung que foi ao ar em 1996 pela MBC e é estrelada por Won Mi-kyung, Choi Ji-woo, Kim Young-ok e Choi Min-ho.

## Enredo
Uma mãe devotada a sua família e que sempre se sacrifica por eles, recebe um diagnóstico de câncer terminal, dessa forma, ela se prepara para se despedir de sua família. Sua doença reúne sua família pela primeira vez, para apoiá-la no final de sua vida.

## Elenco
- Won Mi-kyung como Kim In-hee

Uma mulher que é esposa e mãe, e que dedicou toda a sua vida adulta a sua família ingrata, é diagnosticada com câncer terminal em estágio avançado.
- Choi Ji-woo como Yeon-soo, filha de In-hee[1][2]
- Yoo Dong-geun como Jung Cheol, marido de In-hee
- Kim Young-ok como avó, sogra de In-hee que possui alzheimer.
- Choi Min-ho como Jung-soo, filho rebelde de In-hee.[1]
- Son Na-eun como Chae-young, interesse amoroso de Jung-soo.[3]
- Yeom Hye-ran como Yang-soon

## Produção
The Most Beautiful Goodbye foi originalmente programada para ser exibida na MBC em comemoração à série original, mas devido a uma greve de ex-funcionários da emissora, ela acabou sendo transferida para a tvN. Sua direção foi realizada por Hong Jong-chan, que já havia dirigido outra série de Noh intitulada Dear My Friends (2016).

## Trilha sonora
1. "Angel" - Gummy

## Recepção
Na tabela abaixo, os números azuis representam as audiências mais baixas e os números vermelhos representam as audiências mais elevadas.
| Episódio | Data de transmissão original | Audiência média | Audiência média              | Audiência média |
| Episódio | Data de transmissão original | AGB Nielsen     | AGB Nielsen                  | TNmS            |
| Episódio | Data de transmissão original | Em todo o país  | Região Metropolitana de Seul | Em todo o país  |
| -------- | ---------------------------- | --------------- | ---------------------------- | --------------- |
| 1        | 9 de dezembro de 2017        | 3.248%          | 4.047%                       | 3.2%            |
| 2        | 10 de dezembro de 2017       | 3.888%          | 4.101%                       | 3.7%            |
| 3        | 16 de dezembro de 2017       | 3.346%          | 3.713%                       | 3.7%            |
| 4        | 17 de dezembro de 2017       | 6.176%          | 6.214%                       | 6.0%            |
| Média    | Média                        | 4.164%          | 4.519%                       | 4.2%            |

- Este drama foi transmitido por um canal de televisão por assinatura, que normalmente tem um público relativamente menor em comparação com as emissoras de televisão abertas (KBS, SBS, MBC e EBS).